# Шыбыт
Шыбыт (каз. Шыбыт) — село в Байдибекском районе Туркестанской области Казахстана. Входит в состав Жамбылского сельского округа. Находится на реке Шаян. Код КАТО — 513653600.

## Население
В 1999 году население села составляло 521 человек (259 мужчин и 262 женщины). По данным переписи 2009 года, в селе проживали 453 человека (225 мужчин и 228 женщин).